# Castel Paschbach
Castel Paschbach (in tedesco Ansitz Paschbach) è un castello che si trova nella frazione di San Michele (St. Michael) del comune di Appiano in Alto Adige.
I primi documenti scritti che parlano di questo maniero risalgono al 1248, quando era costituito solamente dalla cosiddetta "torre di Pasquay". Nel 1463, la struttura è indicata "das gesæss Pascua", ovvero quale maniero.
Nel 1570 il castello fu acquistato da Jakob Aichner, che nel 1585 lo fece ampliare in stile rinascimentale da Luca d'Allio. Rimase nelle mani della famiglia Aichner, che intanto era stata investita del predicato nobiliare "von Paschbach", fino alla fine del XVII secolo quando passò ai signori von Mörl.
Nel XIX secolo divenne di proprietà dei Wohlgemuth e poi passò di mano in mano fino agli attuali proprietari, la famiglia Zanghi.
Nel secondo dopoguerra fu il domicilio del pianista Arturo Benedetti Michelangeli, che vi tenne anche dei corsi di perfezionamento. Il suo pianoforte è ancora conservato nel castello.